# Tom Croft
Pour les articles homonymes, voir Croft.

a Compétitions nationales et continentales officielles uniquement.

b Matchs officiels uniquement.
Dernière mise à jour le 30 novembre 2017.
Thomas Richard Croft dit Tom Croft, né le 7 avril 1985 à Basingstoke, est un joueur de rugby à XV, qui évolue avec l'équipe d'Angleterre au poste de deuxième ligne ou de troisième ligne aile. 

## Biographie
Tom Croft joue avec le club de Leicester Tigers en Coupe d'Europe et en Championnat d'Angleterre de rugby à XV. Il remporte deux fois le Championnat d'Angleterre en 2007 et 2009 et gagne aussi la Coupe d'Angleterre en 2007. Lors de la saison 2009, il joue la finale de la Coupe d'Europe qu'il perd contre les irlandais du Leinster.
Tom Croft dispute deux matchs avec l'équipe nationale des moins de 21 ans avant d'être retenu avec l'équipe d'Angleterre dans le groupe de joueurs pour le Tournoi des Six Nations 2008. Depuis le début de l'année 2008, il ne quitte plus le groupe disputant des rencontres lors du tournoi des Six Nations 2008, lors des tournées d'été et d'automne, enfin lors du tournoi des Six Nations 2009. À la fin de la saison 2009, il rejoint l'effectif des Lions britanniques et irlandais lors de leur tournée en Afrique du Sud pour remplacer Alan Quinlan qui est suspendu pour douze semaines à la suite de l'agression sur Leo Cullen lors de la demi-finale de la H-Cup. Il joue les trois test matchs contre les Sud-africains et marque un doublé lors de la première rencontre.
En novembre 2017, il décide de mettre un terme à sa carrière à cause d'une blessure au cou.

## Palmarès
- Leicester Tigers
  - Vainqueur du Championnat d'Angleterre en 2007, 2009, 2010 et 2013
  - Vainqueur de la Coupe d'Angleterre en 2007, 2012 et 2017

## Statistiques

### En équipe d'Angleterre
- 40 sélections
- 20 points (4 essais)
- Sélections par année : 8 en 2008, 11 en 2009, 6 en 2010, 9 en 2011, 5 en 2012, 4 en 2013, 2 en 2015
- Tournois des Six Nations disputés : 2008, 2009, 2011, 2012, 2013, 2015

### Avec les Lions britanniques
- 5 sélections
- 10 points (2 essais)